# Haminu Dramani
Haminu Dramani (ur. 1 kwietnia 1986 w Techimanie) – ghański piłkarz występujący na pozycji prawego obrońcy lub pomocnika, reprezentant Ghany.

## Kariera klubowa
Dramani rozpoczynał swoją klubową karierę w zespołach z ligi Ghany. W 2005 trener reprezentacji Ratomir Dujković polecił go klubowi ze swojego kraju, Crvenej Zvezdzie, dokąd Dramani ostatecznie przeszedł. W lidze serbskiej już w debiucie zdobył bramkę. W 2006 wywalczył z klubem zarówno mistrzostwo, jak i Puchar Serbii i Czarnogóry. Po zakończeniu sezonu podpisał kontrakt z tureckim Gençlerbirliği SK. Latem 2007 Dramani podpisał kontrakt z rosyjskim Lokomotiwem Moskwa, a w 2009 roku został wypożyczony do Kubania Krasnodar. W 2010 roku wrócił do Lokomotiwu.
W kolejnych latach swojej kariery występował w zespołach AC Arles-Avignon, Gil Vicente FC, Asante Kotoko SC, Charlotte Independence oraz FC Infonet. W 2016 roku zakończył karierę.

## Kariera reprezentacyjna
Dramani zadebiutował w reprezentacji Ghany 14 listopada 2005 w wygranym 3:1 meczu przeciwko Arabii Saudyjskiej. W 2006 został powołany na Puchar Narodów Afryki, z którego jego drużyna odpadła już po fazie grupowej. Zdecydowanie lepiej wypadła ona na Mistrzostwach Świata w Niemczech, na które Dramani również został powołany. Reprezentacja Ghany po dwóch zwycięstwach i porażce wyszła z grupy E, a Haminu Dramani zdobył pierwszą bramkę w ostatnim meczu grupowym ze Stanami Zjednoczonymi.
W latach 2005–2010 w drużynie narodowej rozegrał 43 spotkania i zdobył 4 bramki.